# Plattenbach (Große Gaißach)
Der Plattenbach ist ein etwas über einen Kilometer langer linker und südwestlicher Zufluss der Großen Gaißach  im zum Naturraum Tölz-Tegernsee-Chiemgauer Flyschalpen gehörenden Nordausläufer des westlichen Mangfallgebirges auf dem Gebiet der Gemeinde Waakirchen im oberbayrischen Landkreis Miesbach.
Der Plattenbach entsteht aus dem Zusammenfluss eines Büschels von bis zu einem Kilometer langer Gräben an den Nord- und Osthängen von Rechelkopf und Sulzkopf unter der Sigrizalm, deren höchste Quelle auf fast 1260 m ü. NHN liegt und die sich zuletzt auf 976 m ü. NHN ganz vereint haben. Er fließt in weitgehend nordöstlicher Richtung, passiert die Ochsenhütte und mündet schließlich auf etwa 860 m ü. NHN  in die Gaißach.
Der Plattenbach läuft in einem der Nordausläufer des westlichen Mangfallgebirges.